# Mario Vušković (calciatore 1953)
Mario Vušković (Spalato, 9 settembre 1953 – Podstrana, 5 luglio 1985) è stato un calciatore jugoslavo, di ruolo centrocampista.

## Biografia
Nato a Spalato, anche suo padre Marko, il suo figlio Daniel ed i suoi nipoti Mario e Luka hanno indossato la maglia dell'Hajduk da calciatori.
È morto nel 1985 a Podstrana in un incidente stradale mentre era sulla strada per Almissa.